# Крнице
Крнице (словен. Krnice) су насељено место у општини Храстник, Засавска регија, Словенија.

## Историја
До територијалне реорганизације у Словенији биле су у саставу старе општине Храстник.

## Становништво
У попису становништва из 2011. године, Крнице су имале 129 становника.
| Број становника према пописима | Број становника према пописима | Број становника према пописима |
| ------------------------------ | ------------------------------ | ------------------------------ |
| 1991                           | 2002                           | 2011                           |
| 120                            | 114                            | 129                            |